# Хушанг
Хушанг (Хушенг, ср.-перс. Хошанг, авест. Хаошьянха) — персонаж иранской мифологии. В «Авесте» назван первым царём династии Парадата (Пешдадидов). В пехлевийских текстах культурный герой, открыватель огня.

## Ранние и среднеперсидские источники
В «Бундахишне» Хошанг — сын Фравака и Фраваки, внук Сиямака и Нисак, правнук Машйа и Машйане. От него и его жены и сестры Гузак произошли иранцы (одна из человеческих «рас»). «Денкард» называет его старшим из четырёх сыновей Фравака, а его женой — Асрите. Правление Хошанга длилось 40 лет.
Согласно «Ардвисур-яшту» (Яшт V 20-23), Хаошьянха Парадата — первый из царей, кто приносил жертву Ардвисуре Анахите, жертва включала 100 коней, 1000 быков и 10000 овец и была принесена на вершине Хара, и молил её даровать ему удачу, чтобы он стал властителем мира и поверг мазанских дэвов и служителей Друджа, и она вняла жертвователю. «Ард-яшт» (Яшт XVII 23-26) упоминает, что под горой Хара Хаошьянха молился богине Аши, прося смелости для победы над мазанскими дэвами, о том же под горой Хара он молил богиню Дрваспу, принося ей жертву (ту же, что Ардвисуре); а также молился Вайу (Рам-яшт, Яшт XV 7). О почитании его фраваши говорит «Фравардин-яшт» (Яшт XIII 137).
Он стал обладателем хварно и правил всеми «семью каршварами» земли, людьми и дэвами, и убил «две трети мазанских дэвов и слуг варнийских Зла» (Замйад-яшт, Яшт XIX 25-26). В сочинении «Суждения Духа разума» (XXVII 19-20) этот сюжет толкуется так: «От Хошанга Пешдадида была та польза, что из трех частей дэва Мазендара, разрушителя мира, он убил две части». Согласно «Денкарду», он уничтожил две трети мазанских девов и семь Айшма
Пехлевийские тексты делают его культурным героем: он установил царскую власть и судопроизводство, браки, научил орошать поля, печь хлеб, строить жилища из камня, научился добывать огонь, высекая его из камней.

## Образ в «Шахнаме»
У Фирдоуси Хушенг — уже не первый царь, а второй; сын Сиямека и внук Кеюмарса, воспитанный своим дедом. Хушенг и Кеюмарс двинулись с войском зверей и птиц против чёрного дэва (сына Ахримана, гигантского волка), чтобы отомстить ему за гибель Сиямека. В поединке Хушенг сразил врага, содрал с него кожу и отрубил голову мечом. После смерти деда Хушенг взошёл на престол.
Его царствование длилось 40 лет. Он изобрёл кузнечное ремесло, научил строить каналы. Он же ввел земледелие (до этого люди ели лесные плоды и носили одежду из листьев). Также Хушенг отделил приручённых животных (быков, ослов, овец) от диких и научил людей шить (при этом в пищу мясо животных не употреблялось).
Однажды в горах Хушенг встретил дракона и бросил в него камень, но промахнулся, и камень упал на скалу и высек искру. Так было открыто использование огня. Хушенг установил почитание огня и ввел ежегодный праздник Сэдэ.
Назначив наследником сына Тахмуреса, Хушенг умер.